# Instituto de Educação Sarah Kubitschek
A Escola Normal Sarah Kubitschek (ENSK) foi criada por meio do decreto n.º 906, no ano de 1957, no bairro de Campo Grande, época em que a cidade do Rio de Janeiro ainda era a Capital do Brasil. Em 1973, a unidade passou a se chamar Colégio Estadual Sarah Kubitschek. Foi elevada à condição de Instituto em 30 de setembro do ano de 1974 por meio do Decreto n.º 7.384, do Governador Chagas Freitas, sendo chamado de Instituto de Educação de Campo Grande (IECG). Neste período, o Rio de Janeiro havia sido transformado em Estado da Guanabara (1960 - 1975). Somente em 1978, três anos depois do Estado da Guanabara e o Estado do Rio de Janeiro se fundirem, dando origem a cidade do Rio de Janeiro como capital do Estado que leva o mesmo nome, que, por meio do decreto n.º 2.027, o IECG foi finalmente transformado em Instituto de Educação Sarah Kubitschek (IESK). 

## Criação da unidade
O Artigo 10º do decreto n.º 906 aponta: 
"[...] Art. 10. Fica criada, em Campo Grande, uma Escola Normal, com a mesma finalidade e organização do Instituto de Educação e da Escola Normal Carmela Dutra devendo ser enquadrada, como as suas congêneres, nas bases da Lei Orgânica do Ensino Normal (Decreto-lei n.º 8530 de 2 de janeiro de 1946)".

## Homenagem a Primeira Dama
A conquista da construção dessa unidade no bairro de Campo Grande, em grande parte, deveu-se a homenagem destinada a então primeira dama do Brasil, Sarah Kubitschek.
"Antes que o projeto pudesse ser tocado, porém, Miécimo interferiu por meio do professor Astério de Campos para que a Escola Normal de Campo Grande devesse se chamar Escola Normal Sarah Kubitschek, em homenagem a esposa do presidente Juscelino Kubitschek (1956–1961). A nova artimanha, parecida com o mesmo estratagema que já havia sido realizado quando Carmela Dutra era primeira-dama e Miécimo era o seu assessor. Tratava-se de garantir com o uso do nome presidencial que a Lei que ele tanto se esforçou para aprovar saísse do papel e se tornasse uma realidade em Campo Grande (Ver LIMA, 2015; 2017). Com esse empenho do vereador Miécimo, a “Velha aspiração do povo suburbano” estava sendo atendida".

## Inauguração em 1959
A ENSK, contudo, foi instalada apenas dois anos depois, em 29 de janeiro de 1959, e inaugurada oficialmente em três de maio do mesmo ano pelo prefeito Sá Freire Alvim.

1. ↑  LIMA, Fábio Souza (2017). As Normalistas do Rio de Janeiro - O ENSINO NORMAL PÚBLICO CARIOCA (1920 – 1970): DAS TENSÕES POLÍTICAS NA CRIAÇÃO DAS INSTITUIÇÕES À PRODUÇÃO DAS DIFERENTES IDENTIDADES DE SUAS ALUNAS. Rio de Janeiro: UFRJ [Tese de doutorado]. pp. 1–383 line feed character character in |título= at position 82 (ajuda);
2. ↑  Lima, Fábio Souza (10 de setembro de 2019). «Instituto de Educação Sarah Kubitschek: as origens da "Brasília de Miécimo" (1957)». Revista Contemporânea de Educação. 14 (30): 167–186. ISSN 1809-5747. doi:10.20500/rce.v14i30.20822
3. 1 2  Lima, Fábio Souza (10 de setembro de 2019). «Instituto de Educação Sarah Kubitschek: as origens da "Brasília de Miécimo" (1957)». Revista Contemporânea de Educação. 14 (30): 167–186. ISSN 1809-5747. doi:10.20500/rce.v14i30.20822